# 84095 Девідджон
84095 Девідджон (84095 Davidjohn) — астероїд головного поясу, відкритий 20 серпня 2002 року.
Тіссеранів параметр щодо Юпітера — 3,471.